# Guntmadingen
Guntmadingen est une localité et une ancienne commune suisse du canton de Schaffhouse.

## Géographie

Vue aérienne (1964)

Selon l'Office fédéral de la statistique, Guntmadingen mesurait 4,47 km2 jusqu'à sa fusion dans celle de Beringen au 1er janvier 2013.

## Démographie
Selon l'Office fédéral de la statistique, Guntmadingen possède 250 habitants en 2008. Sa densité de population atteint 55 hab./km2.
Le graphique suivant résume l'évolution de la population de Guntmadingen entre 1850 et 2008 :